# Ilja Wiktorowitsch Schtscherbowitsch

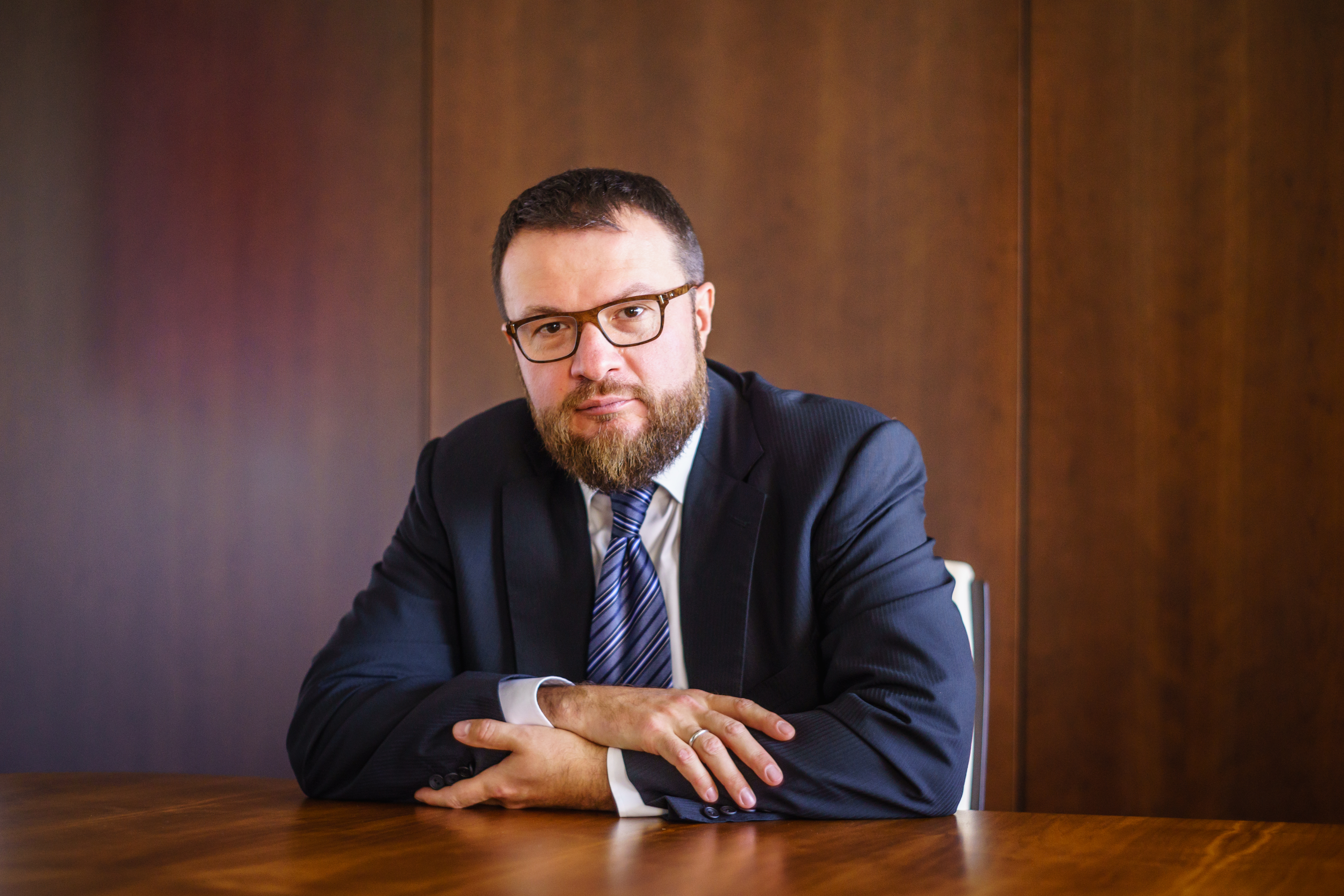
Ilja Schtscherbowitsch

Ilja Wiktorowitsch Schtscherbowitsch (russisch Илья́ Ви́кторович Щербо́вич, wiss. Transliteration Ilya Viktorovich Sherbovich; * 23. Dezember 1974 in Wladimir) ist ein russischer Unternehmer. Er ist Gründer, Präsident und Leitpartner der Investitionsgesellschaft United Capital Partners.

## Leben
Sherbovich war während seiner Schulzeit ein erfolgreicher Schachspieler. Nach dem Schulabschluss besuchte er ab 1991 die Russische Plechanow-Wirtschaftsuniversität.
Im zweiten Studienjahr trat er der Internationalen Finanz-Corporation (IFC – eine Investitionsstruktur der Weltbank, orientiert auf Märkte der Entwicklungsländer), bei. Im Jahr 1994 wechselte Sherbovich von der Privatisierungsabteilung der IFC zur Position des Fachberaters der Weltpapiermarkt-Monitoring-Gruppe des Föderalen Ausschusses am Weltpapiermarkt.
Im Jahr 1995 trat er der Vereinigten Finanzgruppe bei, wo er 12 Jahre tätig war. UFG wurde im Jahr 1994 als Brokerhaus vom Ex-Vizeministerpräsident Russlands und Exfinanzminister Boris Fjodorow und seinem Kollegen Charles Ryan in der Europäischen Bank für Wiederaufbau und Entwicklung gegründet.
Im Jahr 2003 hat die Deutsche Bank 40 Prozent der UFG übernommen mit der Option des kompletten Aufkaufs der Firma. Diese Option wurde im Jahr 2006 in Anspruch genommen. In der neu aufgebauten Struktur Deutsche UFG hat Sherbovich den Posten des Präsidenten behalten, gleichzeitig übernahm er das Anlagengeschäft der russischen Zweigstelle der Deutsche Bank. Während seiner Präsidentschaft besetzte die Bank führende Positionen im Bereich der Fusionen und Übernahmen (engl. Mergers & Acquisitions) und der Erst- und Zweitplatzierungen an der russischen Börse. Beim Verkauf der UFG an eine Tochtergesellschaft der Deutschen Bank im Jahr 2006, wurde er der drittgrößte Mitbesitzer des Unternehmens mit einem Anteil von ca. 20 Prozent.
Im Jahr 2007 hat Sherbovich sein eigenes Geschäft gestartet, indem er die Erlöse aus dem Verkauf seines Anteils in der Investmentgesellschaft United Capital Partners anlegte. Diese wurde Ende 2006 von einer Gruppe ehemaliger Mitarbeiter und Aktieninhaber der UFG gegründet. Im September 2007 übernahm er das Amt des Präsidenten und wurde mit einem Kapitalanteil von mehr als 50 Prozent geschäftsführender Gesellschafter des Unternehmens.
Nach Angaben von Forbes belief sich das Gesamtvermögen unter der Leitung der Gruppe auf 3,5 Mrd. Dollar (Stand August 2013).  Im Sommer 2016 besaß Sherbovich 77,7 % der Gruppe des Unternehmens UCP. Sherbovich ist einer der Gründer der Non-Profit-Organisation «der Russische Lachs», einer Organisation, welche die Lachsarten auf den Territorialflächen der Russischen Föderation schützt. Er ist Mitglied des Betriebsrates der größten wohltätigen Organisation zum Schutz des wilden Lachses.

## Privatleben
Ilja Sherbovich ist verheiratet und hat zwei Kinder.